# 256 km (obwód nowogrodzki)
256 km (ros. 256 км) – przystanek kolejowy w lasach, w rejonie okułowskim, w obwodzie nowogrodzkim, w Rosji. Położony jest na linii Petersburg – Moskwa, w znacznym oddaleniu od osad ludzkich. Najbliższą miejscowością jest położone o ok. 2 km w linii prostej Wargusowo.